# Dhanaula
Dhanaula è una città dell'India di 18.397 abitanti, situata nel distretto di Sangrur, nello stato federato del Punjab. In base al numero di abitanti la città rientra nella classe IV (da 10.000 a 19.999 persone).

## Geografia fisica
La città è situata a 30° 16' 60 N e 75° 34' 60 E e ha un'altitudine di 227 m s.l.m..

## Società

### Evoluzione demografica
Al censimento del 2001 la popolazione di Dhanaula assommava a 18.397 persone, delle quali 9.686 maschi e 8.711 femmine. I bambini di età inferiore o uguale ai sei anni assommavano a 2.416, dei quali 1.327 maschi e 1.089 femmine. Infine, coloro che erano in grado di saper almeno leggere e scrivere erano 10.222, dei quali 5.751 maschi e 4.471 femmine.

Entrance of Govt. Senior Secondary School (Boys) Dhanaula (Barnala)